# ヤリ・マーエンパー
ヤリ・マーエンパー（よりフィンランド語に近い表記ではヤリ・マエンパー、Jari Mäenpää、1977年12月23日 - ）は、フィンランド出身のヘヴィメタルミュージシャン、シンガーソングライター、音楽プロデューサー。

## 人物
メロディックデスメタル/ヴァイキングメタル・バンド「ウィンターサン」をソロプロジェクトとして立ち上げた人物であり、現在は同バンドのボーカリスト兼ギタリスト兼キーボーディストとして活動している。また、フルタイムメンバーが加入し、バンド形式に移行する前はベーシストも兼任していた。ウィンターサンを立ち上げる前は、ヴァイキングメタル・バンド「エンシフェルム」で活動していたことでも有名。
エンシフェルム結成前には「Immemorial」というバンドに参加し、ソロアーティストでもあった。元々、ウィンターサンとエンシフェルムを両立して活動するつもりであったものの、2004年1月にエンシフェルムを脱退することを決めた。これは、エンシフェルムのツアー日程とウィンターサンのアルバムレコーディングの日程がブッキングしてしまったためである。
また、徴兵制度のため1997年には音楽活動を一時中断し、フィンランド国防軍に入隊していた。インタビューで、ヤリは軍隊での生活を嫌っていることを認め、軍隊で結核を移されたと感づいているとも語った。
また、この他にメロディックブラックメタル・バンド「Arthemesia」や、エンシフェルムで同僚だったキモ・ミエティネンのサイドプロジェクト「Lost Alone」にも参加していた。
ウィンターサンの所属レーベル『ニュークリア・ブラスト』の設立20周年を記念して立ち上げられたプロジェクト「ニュークリア・ブラスト・オールスターズ」にボーカリストとして参加した。
これらに加えて、ゲスト参加として、エンシフェルムの同僚だったキモとユッカ＝ペッカのミエティネン兄弟の参加していた「カダクロス」のアルバム『Corona Borealis』の楽曲「Bring Out Your Dead」のギターソロを弾いている。

## ライティングスタイル
| 「 | I have a little bit of a mournful, melancholic, majestic or kinda "spacy" way of writing, when it comes to melodies. Although everything is not melancholic, but rather "heroic" like you said, but I don't know if it's the right word to describe it. It's difficult to find adjectives to describe the feeling of my own music - it's just me. When I wrote songs to Ensiferum (few songs like "Lai Lai Hei and "Token of Time"), I first needed to get into that "folk mood", before the music came out of me. Wintersun's music just comes out naturally. I don't mean to write certain things. It just happens, I guess. | 」 |

ヤリのギター演奏スタイルは、トレモロ・ピッキングによるメロディーとフレーズを使用している。また、とても速いスウィープ・ピッキング・ソロをよく使用し、演奏の一時休みも多くの曲で聞かれる。ウィンターサンの楽曲のスピードは、ブラストビートと速く、スペーシーなキーボードパートによる。それは、ギターに多くの部分でパワーメタルのような感触を与えている。

## 使用楽器
- Tokai Telecaster
- Ibanez RGD Custom
- Ibanez JEM
- Ibanez PGM301
- Jackson DR3 with EMG
- Mesa Boogie Triaxis Pre Amplifiers
- Peavey 5150
- Fractal Audio Axe-FX

## ディスコグラフィー
| バンド                 | リリース年            | タイトル                          | レーベル      |
| Immemorial             | No commercial release | Ensiferum - Immemorial Split Demo |               |
| Ensiferum              | 1997                  | Demo 1                            |               |
| Ensiferum              | 1999                  | Demo 2                            |               |
| Ensiferum              | 1999                  | Hero in a Dream                   |               |
| ArthemesiA             | 2001                  | Devs - Iratvs                     | Native North  |
| Ensiferum              | 2001                  | Ensiferum                         | Spinefarm     |
| Cadacross              | 2002                  | Corona Borealis                   | Low Frequency |
| Ensiferum              | 2004                  | Iron                              | Spinefarm     |
| Wintersun              | 2004                  | Wintersun                         | Nuclear Blast |
| Ensiferum              | 2005                  | 1997-1999 (compilation)           |               |
| Nuclear Blast Allstars | 2007                  | Out of the Dark                   | Nuclear Blast |
| Wintersun              | 2012                  | Time I                            | Nuclear Blast |